# EHF Champions League 2021-2022 (maschile)
L'EHF Champions League 2021-2022 è stata la 62ª edizione (la 29ª con questa denominazione) della Champions League, organizzata dalla EHF per squadre maschili di pallamano.

## Formato
Le sedici squadre sono divise in due gruppi da otto componenti ciascuno; viene disputato un girone all'italiana, con partite di andata e ritorno. Al termine delle gare del girone, le prime due classificate si qualificano direttamente ai quarti di finale, le squadre classificatesi dal terzo al sesto posto invece disputano gli ottavi di finale.
Negli ottavi e nei quarti di finale si giocano sfide di andata e ritorno: chi nel punteggio complessivo vince, passa al turno successivo. Per quanto riguarda le Final Four, si disputano due semifinali in gara secca, dove le vincenti si sfideranno nuovamente in gara unica per la vittoria del torneo.

## Squadre partecipanti
Sulle sedici squadre partecipanti, dieci sono qualificate di diritto mentre alle altre sei verranno assegnate delle wild card. A fare domanda per le wild card sono state ventidue squadre. Il 29 giugno l'EHF ha ufficializzato le squadre partecipanti alla stagione 2021-2022.
| Ammesse direttamente | Ammesse direttamente | Ammesse direttamente | Ammesse direttamente |
| -------------------- | -------------------- | -------------------- | -------------------- |
| Paris-Saint Germain  | Kiel                 | Vardar               | Pick Szeged          |
| Barcellona           | Kielce               | Aalborg              | Zagabria             |
| Porto                | Flensburg-Handewitt  |                      |                      |
| Ammesse su invito    |                      |                      |                      |
| Montpellier          | Veszprém             | Meshkov Brest        | Motor Zaporižžja     |
| Dinamo Bucarest      | Elverum              |                      |                      |

## Fase a gironi

### Girone A

#### Classifica finale
| Pos | Squadra       | Pt | G  | V  | N | P  | GF  | GS  | DG  |
| --- | ------------- | -- | -- | -- | - | -- | --- | --- | --- |
| 1.  | Aalborg       | 22 | 14 | 11 | 0 | 3  | 453 | 410 | +43 |
| 2.  | Kiel          | 21 | 14 | 10 | 1 | 3  | 427 | 395 | +32 |
| 3.  | Pick Szeged   | 19 | 14 | 8  | 3 | 3  | 412 | 392 | +20 |
| 4.  | Montpellier   | 17 | 14 | 7  | 3 | 4  | 424 | 409 | +15 |
| 5.  | Vardar        | 13 | 14 | 6  | 1 | 7  | 379 | 368 | +11 |
| 6.  | Elverum       | 8  | 14 | 3  | 2 | 9  | 417 | 449 | -32 |
| 7.  | Zagabria      | 8  | 14 | 3  | 2 | 9  | 351 | 385 | -34 |
| 8.  | Meshkov Brest | 4  | 14 | 1  | 2 | 11 | 342 | 397 | -55 |

Legenda:
      Qualificata ai quarti di finale.
      Qualificata agli ottavi di finale.

#### Risultati
|               | SZE   | KIE   | VAR   | AAL   | MES   | MON   | ZAG   | ELV   |
| ------------- | ----- | ----- | ----- | ----- | ----- | ----- | ----- | ----- |
| Pick Szeged   | ––––  | 30-26 | 34-31 | 31-28 | 28-26 | 29-29 | 30-21 | 30-34 |
| Kiel          | 32-32 | ––––  | 32-30 | 31-27 | 10-0  | 35-26 | 36-28 | 41-36 |
| Vardar        | 27-30 | 26-29 | ––––  | 30-28 | 35-27 | 25-31 | 20-19 | 39-30 |
| Aalborg       | 34-30 | 35-33 | 33-29 | ––––  | 34-33 | 36-28 | 31-25 | 32-27 |
| Meshkov Brest | 25-28 | 30-33 | 0-10  | 30-33 | ––––  | 31-31 | 30-30 | 27-30 |
| Montpellier   | 29-29 | 37-30 | 25-28 | 31-33 | 32-26 | ––––  | 24-23 | 39-32 |
| Zagabria      | 26-24 | 27-28 | 23-22 | 24-34 | 31-24 | 22-25 | ––––  | 27-27 |
| Elverum       | 24-27 | 30-31 | 27-27 | 28-34 | 32-33 | 30-37 | 30-25 | –––-  |

### Girone B

#### Classifica finale
| Pos | Squadra             | Pt | G  | V  | N | P  | GF  | GS  | DG  |
| --- | ------------------- | -- | -- | -- | - | -- | --- | --- | --- |
| 1.  | Kielce              | 20 | 14 | 10 | 0 | 4  | 449 | 415 | +34 |
| 2.  | Barcellona          | 20 | 14 | 9  | 2 | 3  | 420 | 369 | +51 |
| 3.  | Paris-Saint Germain | 18 | 14 | 8  | 2 | 4  | 452 | 396 | +56 |
| 4.  | Veszprém            | 17 | 14 | 8  | 1 | 5  | 449 | 423 | +26 |
| 5.  | Porto               | 11 | 14 | 4  | 3 | 7  | 375 | 308 | -33 |
| 6.  | Flensburg-Handewitt | 10 | 14 | 4  | 2 | 8  | 381 | 401 | -20 |
| 7.  | Dinamo Bucarest     | 8  | 14 | 4  | 0 | 10 | 415 | 470 | -55 |
| 8.  | Motor Zaporižžja    | 8  | 14 | 4  | 0 | 10 | 312 | 371 | -59 |

Legenda:
      Qualificata ai quarti di finale.
      Qualificata agli ottavi di finale.

#### Risultati
|                     | PSG   | BAR   | POR   | KIE   | FLE   | VES   | DBU   | MOT   |
| ------------------- | ----- | ----- | ----- | ----- | ----- | ----- | ----- | ----- |
| PSG                 | ––––  | 28-28 | 33-19 | 32-27 | 33-30 | 39-40 | 41-30 | 40-32 |
| Barcellona          | 30-27 | ––––  | 38-31 | 30-32 | 29-22 | 35-30 | 36-32 | 36-25 |
| Porto               | 30-39 | 33-33 | ––––  | 29-27 | 28-27 | 23-30 | 31-32 | 10-0  |
| Kielce              | 38-33 | 29-27 | 39-33 | ––––  | 37-29 | 32-29 | 34-29 | 33-27 |
| Flensburg-Handewitt | 27-27 | 21-25 | 26-26 | 25-33 | ––––  | 30-27 | 37-30 | 34-27 |
| Veszprém            | 34-31 | 29-28 | 28-28 | 35-33 | 28-23 | ––––  | 47-32 | 36-29 |
| Dinamo Bucarest     | 31-39 | 30-35 | 26-27 | 32-29 | 20-28 | 31-29 | ––––  | 33-29 |
| Motor               | 0-10  | 0-10  | 30-27 | 25-26 | 31-22 | 29-27 | 28-27 | –––-  |

## Fase ad eliminazione diretta

### Ottavi di finale
| Squadra 1           | Totale  | Squadra 2           | Andata  | Ritorno |
| ------------------- | ------- | ------------------- | ------- | ------- |
| Flensburg-Handewitt | 60 - 57 | Pick Szeged         | 25 - 21 | 35 - 36 |
| Elverum             | 60 - 67 | Paris-Saint Germain | 30 - 30 | 30 - 37 |
| Porto               | 56 - 64 | Montpellier         | 29 - 29 | 27 - 35 |
| Vardar              | 53 - 61 | Veszprém            | 22 - 30 | 31 - 31 |

### Quarti di finale
| Squadra 1           | Totale  | Squadra 2  | Andata  | Ritorno |
| ------------------- | ------- | ---------- | ------- | ------- |
| Veszprém            | 71 - 66 | Aalborg    | 36 - 29 | 35 - 37 |
| Montpellier         | 50 - 61 | Kielce     | 28 - 31 | 22 - 30 |
| Paris-Saint Germain | 62 - 63 | Kiel       | 30 - 30 | 32 - 33 |
| Flensburg-Handewitt | 53 - 60 | Barcellona | 29 - 33 | 24 - 27 |

### Final four
Il sorteggio per la definizione degli accoppiamenti nella final four si è tenuto il 24 maggio 2022.

#### Tabellone
|  | Semifinali | Semifinali | Semifinali |        |            | Finale          | Finale          | Finale          |  |
|  |            |            |            |        |            |                 |                 |                 |  |
|  | Kiel       | Kiel       | 30         |        |            |                 |                 |                 |  |
|  | Kiel       | Kiel       | 30         |        |            |                 |                 |                 |  |
|  | Barcellona | Barcellona | 34         |        |            |                 |                 |                 |  |
|  | Barcellona | Barcellona | 34         |        | Barcellona | Barcellona      | 37(d.t.r.)      |                 |  |
|  |            |            |            |        | Barcellona | Barcellona      | 37(d.t.r.)      |                 |  |
|  |            |            | Kielce     | Kielce | 35         |                 |                 |                 |  |
|  | Veszprém   | Veszprém   | Kielce     | Kielce | 35         | 35              |                 |                 |  |
|  | Veszprém   | Veszprém   |            |        |            | 35              |                 |                 |  |
|  | Kielce     | Kielce     | 37         |        |            | Finale 3º posto | Finale 3º posto | Finale 3º posto |  |
|  | Kielce     | Kielce     | 37         |        |            |                 |                 |                 |  |
|  |            |            |            |        |            |                 |                 |                 |  |
|  |            |            |            |        |            | Kiel            | Kiel            | 37 (d.t.r.)     |  |
|  |            |            |            |        |            | Kiel            | Kiel            | 37 (d.t.r.)     |  |
|  |            |            |            |        |            | Veszprém        | Veszprém        | 35              |  |

#### Semifinali
| Arbitri: | Mads Hansen Jesper Madsen |

|                 |           |          |
| Lauge Schmidt 8 | Marcatori | Moryto 8 |

| Arbitri: | Nenad Nikolić Dušan Stojković |

|           |           |          |
| Wiencek 7 | Marcatori | Gómez 12 |

#### Finale 3º posto
| Arbitri: | Karim Gasmi Raouf Gasmi |

|                                   |                      |                           |
| Bylik 7                           | Marcatori            | Omar 8                    |
| Ekberg Weinhold Zarabec M. Landin | Tiri di rigore 3 – 1 | Marguč Omar Nenadić Lauge |

#### Finale
| Arbitri: | Matija Gubica Boris Milošević |

|                                    |                      |                                            |
| Gómez 10                           | Marcatori            | Moryto 6                                   |
| Gómez Mem Richardson Zein Fabregas | Tiri di rigore 5 – 3 | Moryto Karačić A. Dujshebaev D. Dujshebaev |